# Ervin Gigovic
Ervin Gigovic, född 16 september 2003 är en svensk fotbollsspelare (mittfältare) som spelar för Helsingborgs IF i Superettan. Han är lillebror till fotbollsspelaren Armin Gigovic.

## Klubblagskarriär
Ervin Gigovic moderklubb är Landskrona BoIS. Under ungdomsåren representerade han även Bosna FF innan han lämnade Landskrona BoIS för Helsingborgs IF som 13-åring.
Efter flera år i klubbens akademi fick Gigovic A-lagsdebutera för Helsingborgs IF som 18-åring, då han stod för ett inhopp i träningsmatchen mot Hvidovre IF den 5 februari 2022. Senare samma år fick han också debutera i Allsvenskan, då han hoppade in i 0-2-förlusten mot AIK den 9 oktober 2022. Några veckor efter debuten åkte Helsingborgs IF ur Allsvenskan. Efter AIK-matchen hann Gigovic med ytterligare tre allsvenska matcher - och avverkade sin startdebut – innan han i november 2022 på sitt första A-lagskontrakt med Helsingborgs IF.
Kort efter att han blivit uppflyttad från U19-laget ådrog sig Gigovic en lårskada, vilken innebar att han missade stora delar av försäsongen 2023, inklusive gruppspelet i Svenska Cupen 2022/2023.

## Statistik
| Klubb              | Säsong             | Liga               | Liga    | Liga | Nationell cup | Nationell cup | Internationell cup | Internationell cup | Övrigt  | Övrigt | Totalt  | Totalt |
| Klubb              | Säsong             | Division           | Matcher | Mål  | Matcher       | Mål           | Matcher            | Mål                | Matcher | Mål    | Matcher | Mål    |
| ------------------ | ------------------ | ------------------ | ------- | ---- | ------------- | ------------- | ------------------ | ------------------ | ------- | ------ | ------- | ------ |
| Helsingborgs IF    | 2022               | Allsvenskan        | 4       | 0    | 0             | 0             | -                  | -                  | -       | -      | 4       | 0      |
| Helsingborgs IF    | 2023               | Superettan         | 11      | 0    | 1             | 0             | -                  | -                  | -       | -      | 12      | 0      |
| Totalt             | Totalt             | Totalt             | 15      | 0    | 1             | 0             | 0                  | 0                  | 0       | 0      | 16      | 0      |
| Totalt i karriären | Totalt i karriären | Totalt i karriären | 15      | 0    | 1             | 0             | 0                  | 0                  | 0       | 0      | 16      | 0      |

## Personligt
Ervin Gigovic är lillebror till fotbollsspelaren Armin Gigovic, som var den som lockade honom från Landskrona BoIS till Helsingborgs IF.
Hans pappa kommer från Bosnien och Hercegovina medan hans mamma kommer från Serbien.